# Бивен, Эньюрин
Эньюрин Би́вен, или Ана́йрин Бе́ван (англ. Aneurin Bevan, реальное произношение имени Эна́йрин Бэ́вен [əˈnaɪrɪn ˈbɛvən]; 15 ноября 1897, Тредегар, графство Монмутшир, Уэльс — 6 июля 1960, Чешем, графство Бакингемшир) — британский политик-лейборист валлийского происхождения, один из лидеров левого крыла Лейбористской партии, создатель Национальной системы здравоохранения Великобритании. Потомственный шахтёр, Бивен на протяжении своей жизни отстаивал права рабочего класса, социальную справедливость и демократический социализм.

## Биография

### Потомственный шахтёр и профсоюзный деятель
Родился в Южном Уэльсе в семье шахтёра Дэвида Бивена, который под влиянием писаний Роберта Блэтчфорда из сторонника Либеральной партии превратился в убеждённого социалиста. Его отец по вероисповеданию был баптистом, а мать — методисткой.
Работая на шахте с раннего возраста, с 1916 года стал активистом местного отделения профсоюза горняков, найдя применение своим ораторским способностям. Когда он был незаконно уволен с шахты как «смутьян», профсоюз добился его восстановления. В 1919 году был направлен в лондонский Центральный лейбористский колледж, финансируемый профсоюзами. В середине 20-х некоторое время был безработным; позже вновь присоединился к профсоюзу горняков и участвовал в массовых забастовках. Был одним из руководителей шахтёров Уэльса во время Всеобщей стачки 1926 года.

### В парламенте
На выборах 1929 года был избран в Палату общин от Эббу-Вейла как член Независимой лейбористской партии, затем перейдя в более умеренную Лейбористскую партию. В отличие от ряда выходцев из НЛП, он не стал вступать в Новую партию будущего фашиста Освальда Мосли, хотя и подписал подготовленный тем меморандум с критикой возглавляемого лейбористами правительства.
Был членом парламента на протяжении 31 года. В парламенте Бивен вскоре обратил на себя внимание как защитник интересов рабочих, критикуя как консерваторов и либералов, так и правых лидеров собственной партии, включая Рамси Макдональда и Маргарет Бондфилд. За это он пользовался большой популярностью в своём округе, был вновь избран на провальных для лейбористов выборах 1931 года и переизбирался вплоть до своей смерти. В 1934 году женился на своей коллеге по парламенту Дженни Ли, тоже социалистке.

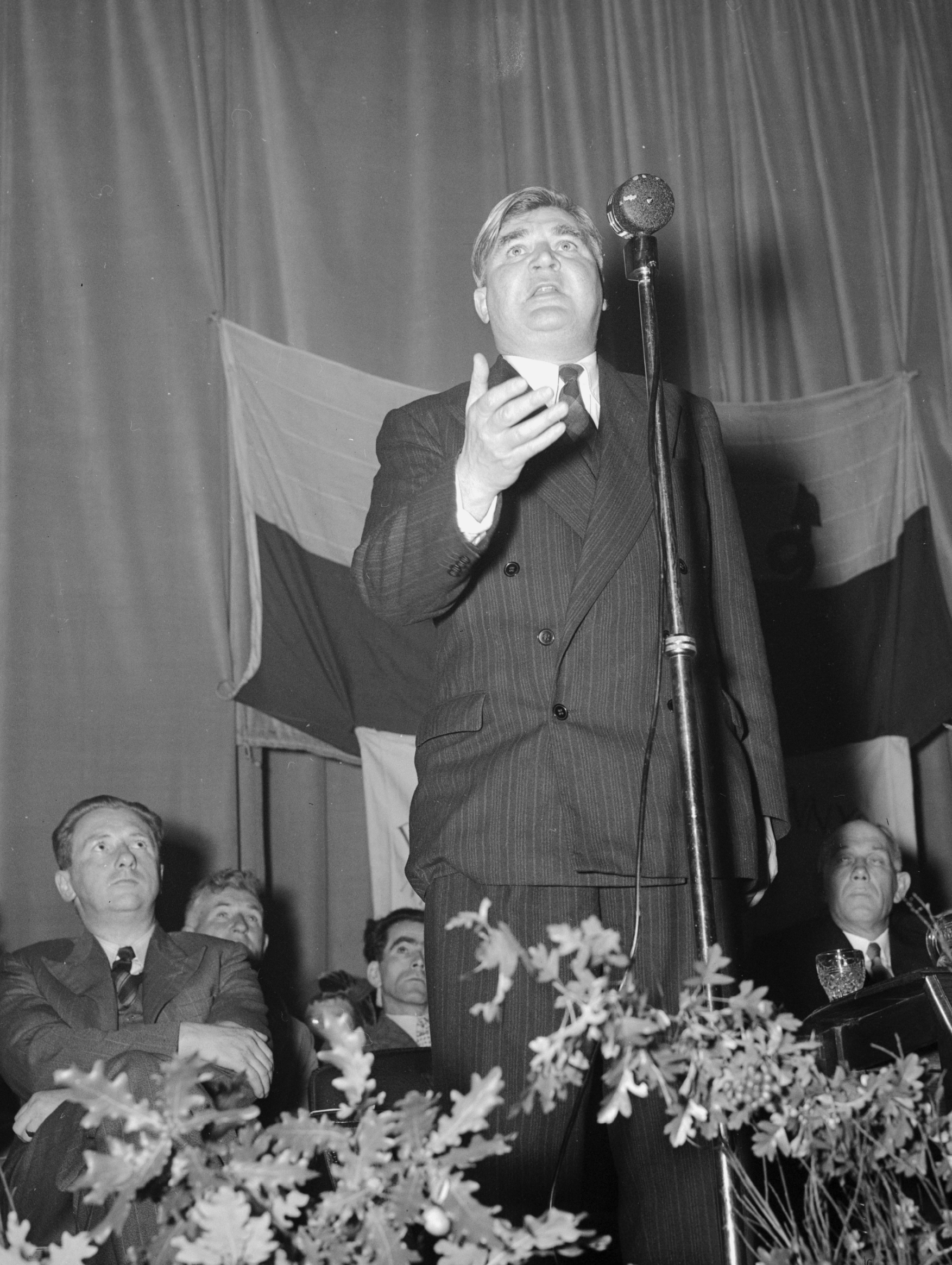
Бивен выступает в Коуэене, Уэльс

Член редколлегии нового леволейбористского журнала «Трибьюн» (Tribune) с 1936 года; главный редактор в 1940–1945 годах. В 30-е Бивен активно поддерживал идею создания в Великобритании единого социалистического фронта (включая коммунистов), за что с марта по ноябрь 1939 года был даже на короткое время исключён из партии лейбористов наряду с Чарльзом Тревельяном и Стаффордом Криппсом. Бивен также выступал в поддержу республиканцев в Испании во время гражданской войны и критиковал политику умиротворения Невилла Чемберлена.
Во время Второй мировой войны Бивен был одним из немногих противников существования правительства национального единства, цензуры и ограничения гражданских прав и свобод, а также выступал за скорейшее открытие Второго фронта, равно как и за предоставление независимости Индии и национализацию в военное время угольной промышленности. Считался одним из наиболее конструктивных критиков военного кабинета Уинстона Черчилля.

### В лейбористском правительстве
После победы лейбористов на выборах 1945 года Клемент Эттли предложил Бивену должность министра здравоохранения. На этом посту Бивен выступил инициатором принятия в 1946 году Закона о здравоохранении и создания в 1948 году Национальной службы здравоохранения, призванной предоставлять бесплатную медицинскую помощь населению за счёт небольших взносов в больничную кассу, что стало одним из самых крупных достижений лейбористов наряду с широкой национализацией. Кроме того, он в своём министерстве он инициировал субсидирование лекарств и расширение спектра медицинских услуг, а вне его — участвовал в осуществлении широкой программы жилищного строительства. 
17 января 1951 года Бивен был назначен министром труда, успев существенно поднять зарплаты железнодорожникам. Он также сыграл важную роль в принятии закона, отменявшего установленный во время войны запрет на забастовки. Вскоре, однако, из-за Корейской войны правительство увеличило затраты на оборону в ущерб бесплатному здравоохранению, вновь сделав некоторые медицинские услуги платными, что вылилось в отставку 22 апреля ряда министров, в том числе Бивена и будущего премьер-министра Гарольда Вильсона. После этого сторонников Бивена стали называть бивенистами, в их число входили 24 депутата парламент, 6 членов исполкома лейбористской партии.

### Во главе левого крыла

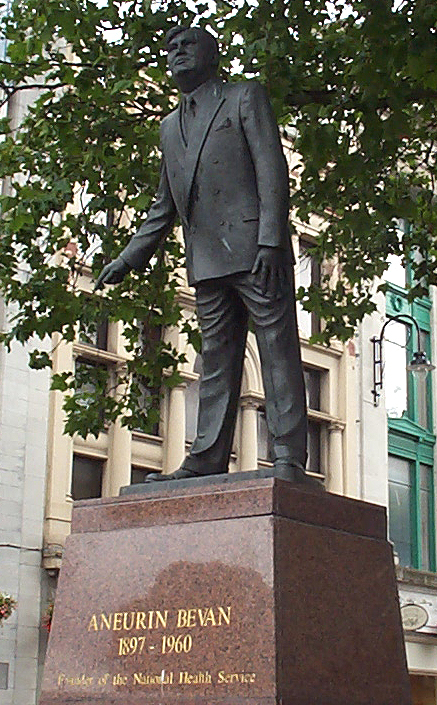
Памятник Бивену в Кардиффе

На выборах 1951 года лейбористы потерпели поражение и перешли в оппозицию. В 1955 году ушёл в отставку лидер лейбористов Клемент Эттли. После его отставки состоялись выборы нового главы партии, на которых, однако, победил представитель правого крыла партии Хью Гейтскелл. Всё это время Бивен был идейным лидером левого крыла партии; его сторонников иногда называли бивенистами. Ему также удалось стать партийным казначеем. Как министр иностранных дел в теневом кабинете оппозиции (с 1956 года) Бивен активно выступал против агрессивных действий консервативного кабинета во время Суэцкого кризиса, а также был сторонником идеи одностороннего ядерного разоружения.
В 1957 на ежегодной лейбористской конференции состоялось «примирение» Бивена и Гейтскелла, в итоге бивенистская группа распалась.
В 1959 году уже тяжело больной Бивен был назначен главой лейбористской фракции в Палате общин. Умер в 1960 году от рака.
В 1930, 1954, 1957 и 1959 годах посещал СССР.

## Взгляды
В 1952  опубликовал книгу «Вместо страха», где изложил свою концепцию «демократического социализма». Решительно поддержал политическую демократию: «…свободные люди могут использовать свободные институты для разрешения социальных и экономических проблем дня, если им будет дана возможность сделать это». Защищая требование левых об установлении общественной собственности, одновременно подчёркивал: «…смешанная экономика есть то, что должно предпочесть большинство людей Запада». По его мнению, государство всеобщего благоденствия уже содержало элементы социализма и «победа социализма необязательно должна быть полной, чтобы быть решающей».

## В современной культуре
- Британская рок-группа Manic Street Preachers назвала свой альбом «This Is My Truth Tell Me Yours» (1998) в честь высказывания Бивена.
- В 2004 году по итогам опроса «100 Welsh Heroes» (100 героев Уэльса) Бивен оказался на первом месте.
- В клипе группы Enter Shikari на песню Anaesthetist используется цитата из Бивена[5]

## Сочинения
- In Place of Fear. (1952)